# Norval Morrisseau

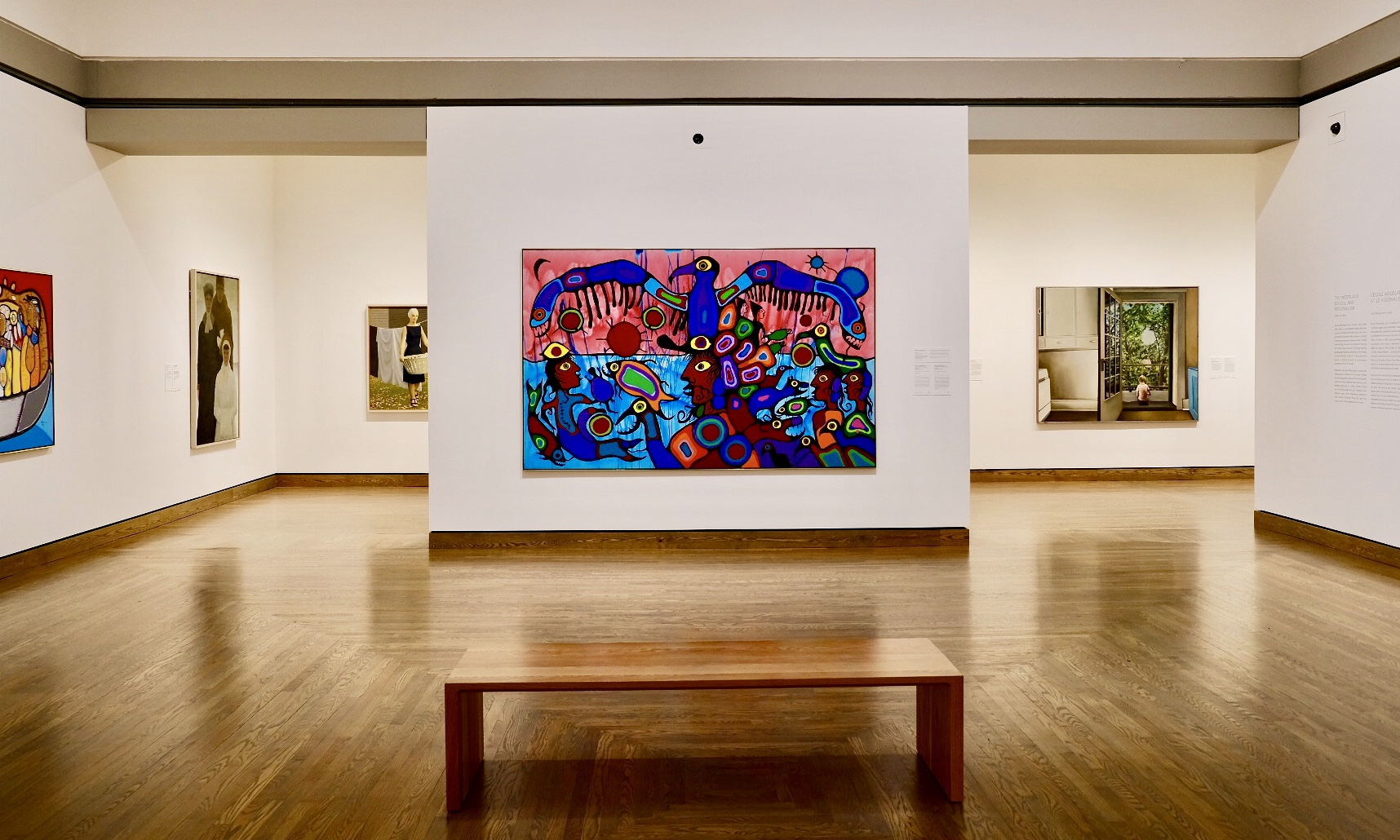
Norval Morrisseau: Artist and Shaman between Two Worlds, 1980, Acryl auf Leinwand, 175 × 282 cm. National Gallery of Canada, Ottawa

Norval Morrisseau (* 14. März 1932 in Beardmore, Ontario, Kanada; † 4. Dezember 2007 in Toronto, Ontario), auch bekannt als Copper Thunderbird, war ein kanadischer Künstler und Angehöriger der Bingwi Neyaashi Anishinaabek First Nation. Norval Morrisseau wird von vielen als der Mishomi oder Großvater der zeitgenössischen indigenen Kunst in Kanada angesehen. Als Gründer der Woodland School und prominentes Mitglied der „Indian Group of Seven“ ist Morrisseau vor allem für die Verwendung leuchtender Farben und die Darstellung traditioneller Geschichten, spiritueller Themen und politischer Botschaften in seinen Werken bekannt. Er wurde vom National Chief of Assembly of First Nations als „Schlüsselfigur im Zentrum der indigenen Kunstbewegung in Kanada“ bezeichnet. Norval Morrisseau wird auch als „Picasso des Nordens“ bezeichnet.

## Leben
Der Anishinaabe Norval Morrisseau wurde 1932 in der Sand Point Ojibwe Reservation in der Nähe von Beardmore, Ontario geboren. Sein vollständiger Name ist Jean-Baptiste Norman Henry Morrisseau, aber er signiert seine Werke mit der Cree-Silbenschrift ᐅᓴᐘᐱᑯᐱᓀᓯ (Ozaawaabiko-binesi, „Kupfer/Bronze-[Donner-]Vogel“), als Pseudonym für seinen Anishinaabe-Namen ᒥᐢᑿᐱᐠ ᐊᓂᒥᑭ (Miskwaabik Animikii, „Kupfer-Donnervogel“).
Norval Morrisseau wuchs bei seinen Großeltern auf, die ihm sowohl die Traditionen der Anishinaabe als auch den katholischen Glauben vermittelten. Diese doppelte religiöse Erziehung prägte seine spätere künstlerische Entwicklung entscheidend. Im Alter von sechs Jahren wurde er in ein katholisches Internat geschickt, kehrte aber nach zwei Jahren zurück, um seine Ausbildung an der Beardmore Community School fortzusetzen. Im Alter von 19 Jahren erkrankte er schwer und erhielt in einer traditionellen Zeremonie den Namen Copper Thunderbird, was ihm nach der Tradition der Anishinaabe neue Lebenskraft verlieh.

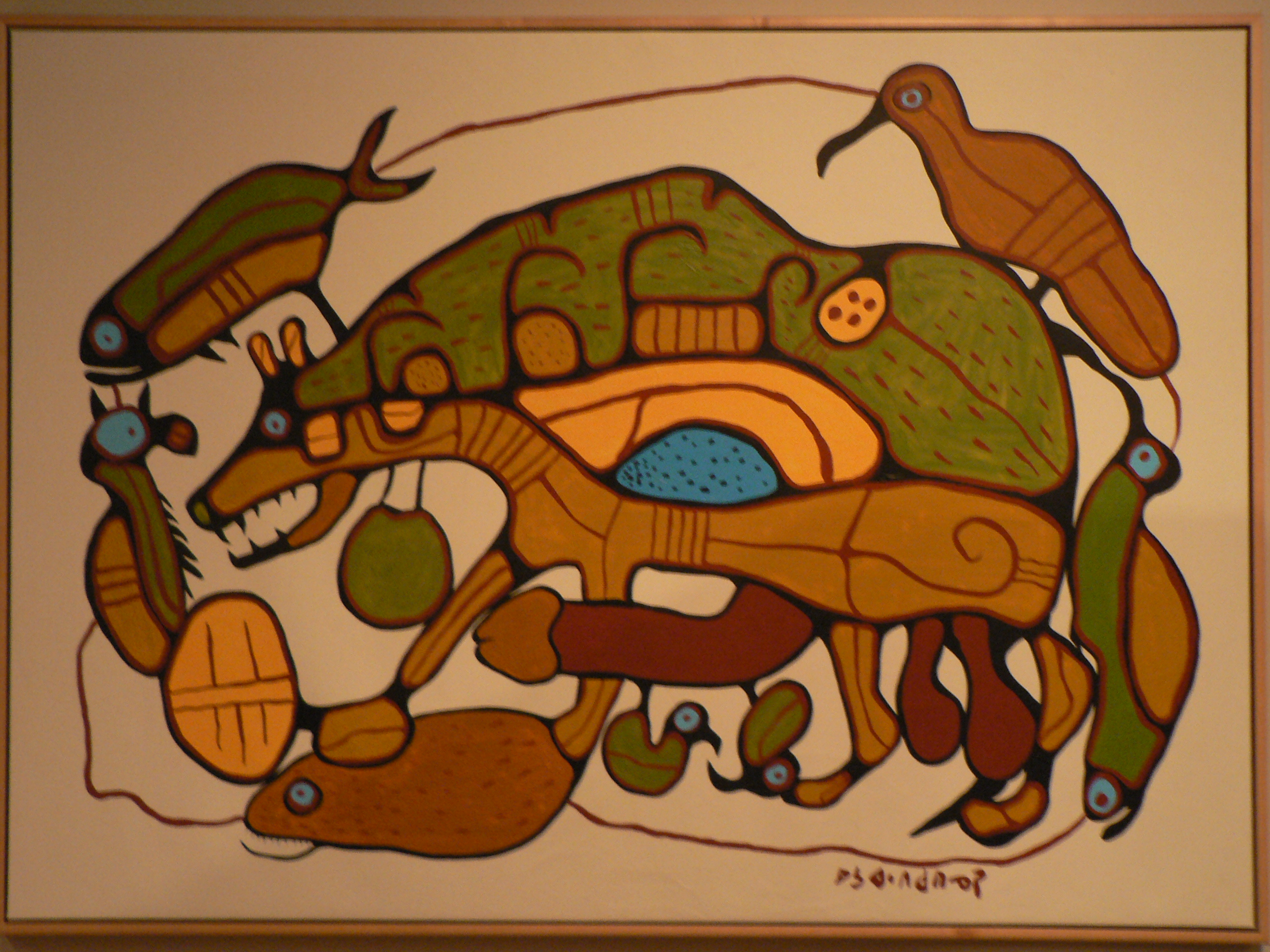
Norval Morrisseau: Bären im Lebenszyklus. Red Lake Regional Heritage Centre

Norval Morrisseaus Freundin, die Künstlerin Susan Ross, sprach mit Jack Pollock von der Pollock Gallery in Toronto über Morrisseaus Kunst. Nachdem Pollock Morrisseau getroffen und seine Werke gesehen hatte, willigte er ein, Morrisseaus Kunst 1962 auszustellen. Es war das erste Mal, dass die Werke eines indigenen Künstlers in Kanada in einer Galerie für zeitgenössische Kunst gezeigt wurden. Der Großteil der indigenen Kunst wurde durch eine anthropologische Brille betrachtet und nicht als moderne Kunst wahrgenommen.
Norval Morrisseaus Kunst stieß auf ein geteiltes Echo. Einige Kritiker bezeichneten sie als modern, andere als „primitiv“. Die Kunsthistorikerin Carmen Robertson hat argumentiert, dass Morrisseau selbst von Kunstkritikern und der Presse stereotypisiert wurde. Sie romantisierten ihn und seine Kunst, indem sie in der Populärkultur Stereotypen über indigene Völker wie das des „edlen Wilden“ aufrechterhielten. Seine Gemälde Selbstporträt von Dämonen verschlungen und Mann und Schlange aus dem Jahr 1964 veranschaulichen das Gefühl der Unsicherheit, das Norval Morrisseau als aufstrebender indigener Künstler in der zeitgenössischen Kunstwelt empfunden haben muss. Dennoch erregte Morrisseaus Kunst weiterhin nationale Aufmerksamkeit. Einige seiner Werke wurden 1965 im Glenbow Museum in Calgary und 1966 im heutigen Musée national des beaux-arts du Québec ausgestellt. In den 1960er Jahren etablierte sich Norval Morrisseau als bedeutender zeitgenössischer Künstler der Ureinwohner und ebnete anderen indigenen Künstlern den Weg. Norval Morrisseau wurde beauftragt, Kunstwerke für die Expo 67 in Montreal zu schaffen. Sein Werk sollte im Pavillon der Indianer Kanadas ausgestellt werden. Sein Freund und Künstlerkollege Carl Ray vollendete das Werk, nachdem ein Streit zwischen Norval Morrisseau und den Organisatoren über seine ursprüngliche Vision für das Werk dazu geführt hatte, dass Morrisseau das Projekt aus Protest aufgab.
1968 hatte Norval Morrisseau seine erste internationale Ausstellung in der Art Gallery of Newport in den Vereinigten Staaten. Ein Jahr später folgte eine weitere Ausstellung in Südfrankreich. Nach dieser Ausstellung nannten ihn viele in der Kunstwelt den „Picasso des Nordens“.
Norval Morrisseau war ein wichtiges Mitglied der Professional Native Indian Artists Inc. (PNIAI), die später als Indian Group of Seven bekannt wurde. Diese Gruppe stellte einen Wendepunkt in der kulturellen, politischen und künstlerischen Gemeinschaft dar und forderte die Anerkennung als Künstler und Fachleute. Sie stellten überholte Denkweisen in Frage und regten eine neue Sicht auf die zeitgenössischen First Nations und ihre Kunst an. Neben Norval Morrisseau waren Jackson Beardy, Eddy Cobiness, Alex Janvier, Daphne Odjig, Carl Ray und Joseph Sanchez Mitglieder der Gruppe. Morrisseau arbeitete als Pädagoge mit den PNIAI-Mitgliedern und setzte sich für die Verbreitung zeitgenössischer indigener Künstler ein.
Zeitlebens kämpfte Norval Morrisseau gegen den Alkoholismus. Als er 1973 wegen Trunkenheit in der Öffentlichkeit in Kenora inhaftiert wurde, malte Morrisseau weiter. Dort entstand eines seiner bemerkenswertesten Werke, Indian Jesus Christ (1974). In dieser Zeit wurde Morrisseau auch in zwei Dokumentarfilmen des National Film Board of Canada porträtiert: The Colours of Pride (1973) und The Paradox of Norval Morrisseau (1974).
Mitte der 1970er Jahre engagierte sich Morrisseau in der spirituellen Bewegung Eckankar. Dabei geht es um das Erlernen einfacher Übungen, die persönliche Wahrheiten eröffnen und den Praktizierenden helfen sollen, eine höhere Macht zu erfahren. Der Künstler und Kurator Greg Hill hat einmal gesagt, dass „Morrisseau durch Eckankar ein Vokabular für seinen Schamanismus entwickelt“. The Storyteller: The Artist and His Grandfather (1978) ist ein Beispiel dafür, wie Eckankar seine Kunst beeinflusst hat. Die beiden Tafeln dieser Arbeit zeigen seinen Anishinaabe-Schamanen-Großvater und einen jungen Morrisseau. Die Tafel mit Morrisseau enthält ein Eckankar-Symbol. Kritiker haben argumentiert, dies zeige, dass Morrisseau seinen schamanischen Glauben als verschieden von dem seines Großvaters betrachtete. Bis zum Ende seiner Karriere bezeichnete sich Morrisseau selbst als Künstler-Schamane.
1984 feierte die Art Gallery of Ontario sein Werk und seinen Einfluss auf die Kunstwelt mit der Ausstellung Norval Morrisseau and the Emergence of the Image Makers. In den 1980er Jahren wurden seine Werke weiterhin in nationalen und internationalen Ausstellungen gezeigt. Androgyny, ein etwa 3,5 m hohes und 6 m breites Gemälde, wurde 1983 in der Eingangshalle des damaligen Ministeriums für Angelegenheiten der Ureinwohner und Entwicklung des kanadischen Nordens installiert. Aufgrund seiner Parkinson-Erkrankung verschwand Norval Morrisseau nach den 1980er Jahren zunehmend aus dem Blickfeld der Öffentlichkeit. Im Jahr 2006 hatte Morrisseau jedoch eine Einzelausstellung in der National Gallery of Canada. Es war das erste Mal, dass die Galerie einem zeitgenössischen indigenen Künstler eine Retrospektive widmete.

„When Norval Morrisseau arrived on the Canadian art scene in 1962, he was something of an anomaly. At a time when enforced assimilation was national policy and First Nations had only recently been accorded the right to vote in federal elections, few Indigenous people made art that was viewed as contemporary within the narrow framework accepted in mainstream cultural circles. (Als Norval Morrisseau 1962 in die kanadische Kunstszene eintrat, war er eine Art Anomalie. Zu einer Zeit, als die erzwungene Assimilierung nationale Politik war und die First Nations erst vor kurzem das Wahlrecht bei den Bundeswahlen erhalten hatten, machten nur wenige Ureinwohner Kunst, die innerhalb des engen Rahmens, der in den Mainstream-Kulturkreisen akzeptiert wurde, als zeitgenössisch angesehen wurde).“

Für seine Verdienste um die Kunst und die indigene Kultur Kanadas wurde Norval Morrisseau mit dem Order of Canada ausgezeichnet. Außerdem erhielt er den Lifetime Achievement Award der National Aboriginal Achievement Foundation und die höchste Auszeichnung der Assembly of First Nations, die Eagle Feather. Norval Morrisseaus Einfluss auf die zeitgenössische indigene Kunst in Kanada ist immens. Er inspirierte zahlreiche Künstler und trug dazu bei, die indigene Kunstszene national und international bekannt zu machen. Seine Werke sind in bedeutenden Sammlungen und Museen weltweit vertreten.

## Werk

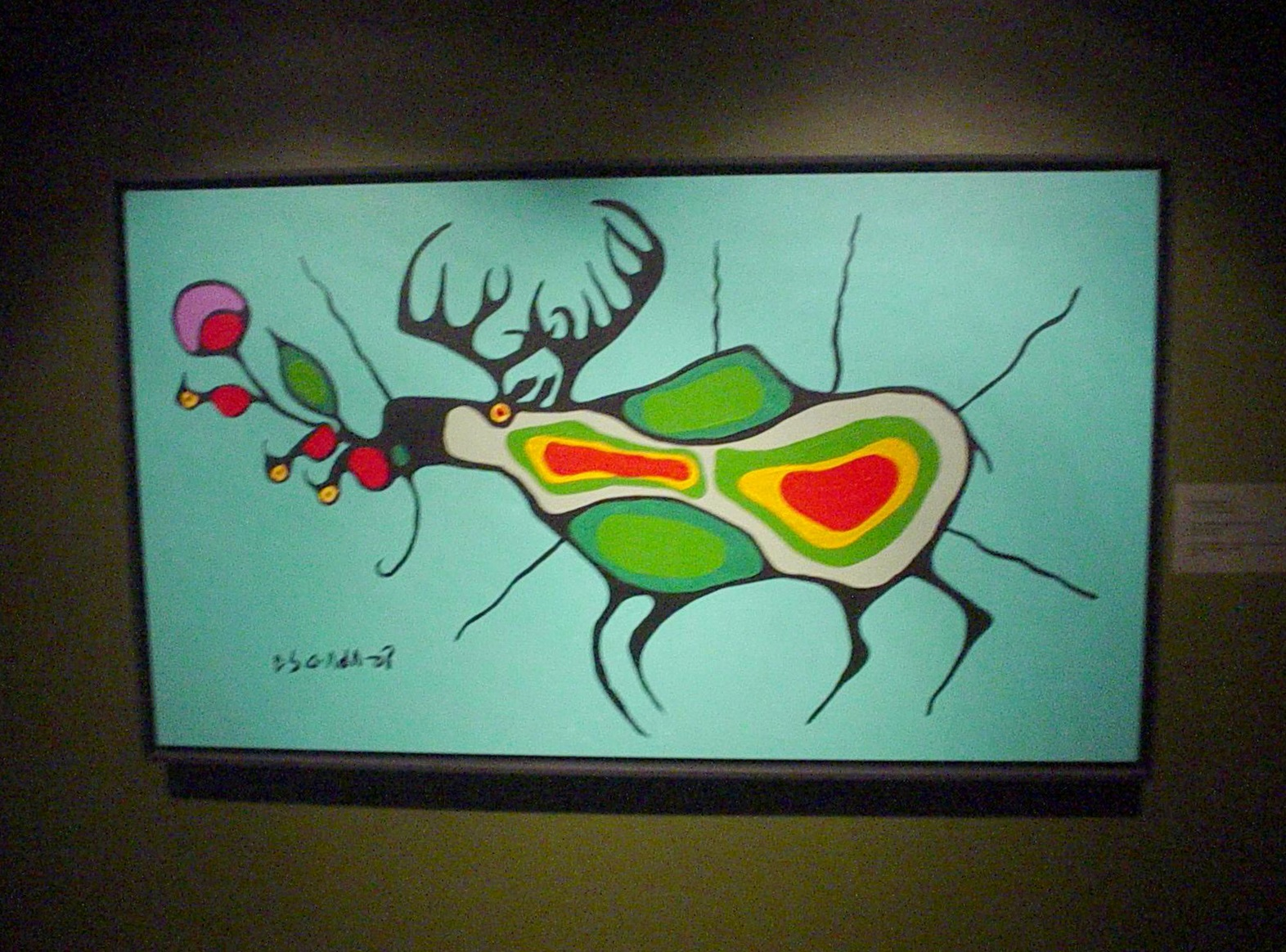
Norval Morrisseau: Ohne Titel (Elch mit Vögeln). Art Gallery of Nova Scotia

Der autodidaktische Maler Norval Morrisseau hat eine einzigartige Bildsprache (piktographischer Stil) entwickelt, die tief in den kulturellen Traditionen der Anishinaabe verwurzelt ist. Sein Stil ist geprägt von kräftigen schwarzen Umrisslinien und leuchtenden Farben. Er schuf Werke, die die Legenden seines Volkes, spirituelle Themen und politische Botschaften darstellen. Norval Morrisseau gilt als Begründer der Woodland School of Art und war prominentes Mitglied der sogenannten „Indian Group of Seven“. Der Reporter der Winnipeg Free Press, Gary Scherbain, gab der PNIAI den Spitznamen „Indian Group of Seven“ in Anlehnung an die Group of Seven, die in den 1920er und 1930er Jahren kanadische Landschaften im impressionistischen Stil malte.